# Вашендаройское сельское поселение
Вашендаройское се́льское поселе́ние — муниципальное образование в Шатойском районе Чеченской Республики Российской Федерации.
Административный центр — село Вашиндарой.

## География
Находится на юге республики в Аргунском ущелье

## Население
| 2010  | 2012  | 2013  | 2014  | 2015  | 2016  | 2017  |
| ----- | ----- | ----- | ----- | ----- | ----- | ----- |
| 1049  | ↗1068 | ↗1082 | ↗1087 | ↗1111 | ↗1130 | ↗1137 |
| 2018  | 2019  | 2020  | 2021  | 2023  | 2024  |       |
| ↗1152 | ↗1158 | ↗1187 | ↗1258 | ↗1359 | ↗1377 |       |

## Состав сельского поселения
| № | Населённый пункт | Тип населённого пункта       | Население |
| - | ---------------- | ---------------------------- | --------- |
| 1 | Вашиндарой       | село, административный центр | ↗746      |
| 2 | Высокогорное     | село                         | ↗161      |
| 3 | Горгачи          | село                         | ↘142      |